# 임수진
임수진(1945년 7월 5일 ~ )은 대한민국의 정치인이다. 제43·44·45대 진안군수를 역임했다.

## 역대 선거 결과
|  | 34.4% |

|  | 50.11% |

|  | 50.61% |

|  | 41.75% |